# Versigny (Oise)
Versigny é uma comuna francesa na região administrativa de Altos da França, no departamento de Oise. Estende-se por uma área de 14,5 km². Em 2010 a comuna tinha 390 habitantes (densidade: 26,9 hab./km²).